# الیشکا کژنکووا
الیشکا کژنکووا (چکی: Eliška Křenková؛ زادهٔ ۳۱ ژانویهٔ ۱۹۹۰) بازیگر اهل جمهوری چک است.
از فیلم‌ها یا برنامه‌های تلویزیونی که وی در آن نقش داشته‌است، می‌توان به بورجیا، مردان امیدوار، خیابان و مرزهای عشق اشاره کرد.